# Wilhelm Abraham Teller
Wilhelm Abraham Teller (Lipsia, 1734 – 1804) è stato un teologo tedesco.

## Biografia
Sovrintendente protestante di Helmstedt dal 1761, e preposto di Berlino dal 1764, operò una netta distinzione tra esegesi e dogmatismo. Il suo trasferimento nella capitale tedesca fu dovuto all'insegnamento teologico eterodosso di Helmstedt, mal tollerato dalle autorità religiose.
A Berlino fu eletto membro del concistoro, primo pastore luterano della parrocchie di San Pietro e quindi membri dell'Accademia delle Arti. I suoi scritti fecero un esteso utilizzo della figura retorica dell'allegoria, per sopprimenre il meraviglioso e avvicinare al deismo razionalista.
Nel 1786, fu eletto anche membro dell'Accademia delle scienze di Prussia.
Maestro di Ernst Friedrich von Ockel, nel 1792 palesò le proprie idee illuministiche nel volume La religione del Più Perfetto.

## Opere
- Erste Sammlung einiger Predigten, von D. Wilhelm Abraham Teller, Helmstedt auf Kosten und zum Besten des Fürstlichen Waisenhauses. 1769
- Wörterbuch des Neuen Testaments zur Erklärung der christlichen Lehre Mylius, Berlino, 1772 (Copia digitalizzata); 5. Auflage, 1805.
- Predigten von der häuslichen Frömmigkeit und dem gottesdienstlichen Gesang Berlin, 1773. (Copia digitalizzata nella biblioteca digitale di Mecklenburg-Vorpommern
- Predigten und Reden bey besonderen Veranlaßungen. Zwei Teile. Lagarde und Friedrich, Berlino, 1787 (Parte 1, Parte 2).
- Die Briefe der Apostel Jesu. Wesselhöft, Chemnitz 1794.
- Predigt zum Gedächtniß Sr. Maj. Friedrich Wilhelm des Zweiten Königes von Preußen. Mylius, Berlino, 1797.